# Alfredo Lucero
Alfredo Lucero (San Luis, 8 de febrero de 1979) es un ciclista argentino que corre actualmente para el Equipo Continental San Luis de categoría Continental.
Compitió siempre en equipos amateurs de Argentina y Chile y su principal victoria fue en 2009 cuando logró ganar el Tour de San Luis.

## Palmarés
2009
- Tour de San Luis

## Equipos
- San Luis Somos Todos (2013-2016)
- Equipo Continental San Luis (2020)